# Lanota
《Lanota》是由台灣諾西遊戲（Noxy Games）開發的一款音樂遊戲 。遊戲的iOS版本於2016年7月13日在全球的App Store上架
Lanota的遊戲進行方式以音樂遊戲為主，並含有故事劇情、地圖探索與道具收集等要素。遊戲中主要以繪本敘述故事劇情，分為主線與支線各數個章節，各章節以地圖方式進行並有數個關卡，每個關卡包含一首歌曲；在初次進入章節與每首歌曲初次遊玩結束時，會播放繪本將劇情推進。

## 遊戲系統
《Lanota》的遊戲方式為由圓盤中央的齒輪邊界向外發射出音符，玩家依照節奏在音符到達外圈發光的判定線時，在對應位置做出點擊、滑動、接取、長按等各種操作。依照演奏的精準度，分為Just Harmony (大Harmony)、Fast/Slow Harmony (小Harmony)、Tune、Fail不同判定，並獲得不同分數。遊玩模式分為調律（Tune）與淨化（Purify）兩種，模式的命名與劇情相關。每首歌曲分為WHISPER、ACOUSTIC、ULTRA、MASTER四種難度可選擇(MASTER難度需ULTRA難度達Rank A後開放)。Just Harmony 判定范围是+-30ms。
隨著故事章節的演進，玩家將會依序獲得與劇情密切相關的道具。玩家可以查看樂曲所有譜面的遊玩、音礦收集的狀況以及總分，并可调整游戏系统和界面，如背景特效的開關、準度判定的校正、遊玩時圓盤的透明度以及打擊 Note 的音量。

## 劇情設定
遊戲設定中， 世界在250年前就因為稱為「靜默化」的災難造成大部分的地區失去聲音與色彩，逐漸化為死寂。
只有使用前人創造出的能源濃縮體「音礦」（Notalium），才能讓世界恢復原狀，但音礦現今已無法再被製造，人們只能再利用過去遺留下的音礦。
為了讓世界恢復正常運作，主角里莫與菲希卡帶著自己製作的音礦調律裝置，前往各個靜默化的地區將音礦調律至可以使用的狀態，讓世界恢復生機。

## 外部連結
- Lanota官網 （页面存档备份，存于）
- Lanota iOS版 （页面存档备份，存于）